# Spanska mästerskapet (beachvolley)

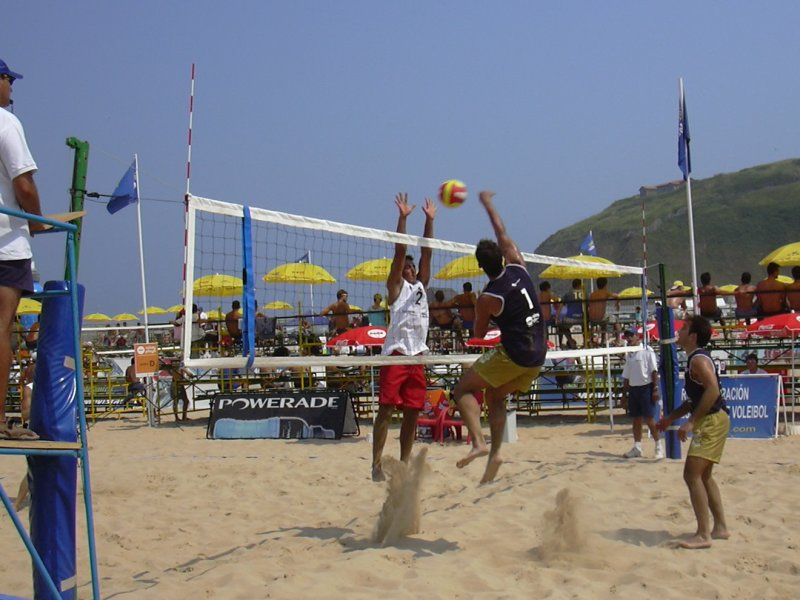
Bild från mästerskapet 2004.

Spanska mästerskapet i beachvolley (spanska: Campeonato de España de Vóley Playa) är en tredagarstävling som utser de spanska mästarna på dam- och herrsidan sedan 1991. Tävlingen arrangeras av Real Federación Española de Voleibol (RFEVB). Den hålls i slutet av augusti/början av september och utgör den avslutande tävlingen på Madison Beach Volley Tour. Sedan 2013 har den hållits i Reserva del Higuerón, Fuengirola, Málaga.

## Upplagor[1]
| Upplaga | År   | Värdort                           | Datum                        | Mästare                                              | Mästare                             |
| Upplaga | År   | Värdort                           | Datum                        | Herrar                                               | Damer                               |
| ------- | ---- | --------------------------------- | ---------------------------- | ---------------------------------------------------- | ----------------------------------- |
| I       | 1991 |                                   |                              | Sixto Jiménez Benjamín Vicedo                        | Cecilia Ahumada Mª Ángeles González |
| II      | 1992 |                                   |                              | Javier Bosma Antonio Alemany                         | Lilliana Díaz Mónica del Prado      |
| III     | 1993 |                                   |                              | Javier Bosma Manuel Berenguel                        | hölls inte                          |
| IV      | 1994 |                                   |                              | Fabio Díez Genildo Da Silva                          | Isabel Rivas Eugenia Sánchez        |
| V       | 1995 |                                   |                              | Manuel Berenguel Mall:Landsdata Bosnia Sead Omeragic | Sonia Alonso María Yuste            |
| VI      | 1996 |                                   |                              | Fabio Díez Genildo Da Silva                          | Marina Dubinina Angélica Gómez      |
| VII     | 1997 |                                   |                              | Sixto Jiménez Mall:Landsdata Bosnia Sead Omeragic    | Sonia Alonso Olena Zalyubovska      |
| VIII    | 1998 |                                   |                              | Manuel Berenguel Genildo Da Silva                    | Sonia Alonso Olena Zalyubovska      |
| IX      | 1999 |                                   |                              | Manuel Berenguel Genildo Da Silva                    | Sonia Alonso Olena Zalyubovska      |
| X       | 2000 |                                   |                              | Manuel Carrasco Genildo Da Silva                     | Esther Alcón Olga Matveeva          |
| XI      | 2001 |                                   |                              | José Luis Lobato Juan Miguel Rosell                  | Esther Alcón Belkis Palacios        |
| XII     | 2002 |                                   |                              | Jesús Ruiz Javier Luna                               | Nadia Campisi Clara Lozano          |
| XIII    | 2003 |                                   |                              | Álex Ortiz José Luis Lobato                          | Nadia Campisi Clara Lozano          |
| XIV     | 2004 | Laredo (Cantabria)                |                              | Jesús Ruiz Agustín Correa                            | Nadia Campisi Clara Lozano          |
| XV      | 2005 | Benalmádena (Málaga)              | 27-29 augusti 2005           | Jesús Ruiz Agustín Correa                            | Ester Alcón Olga Matveeva           |
| XVI     | 2006 | Ayamonte (Huelva)                 | 26-28 augusti 2006           | Genildo Da Silva Lluis Badosa                        | Nuria Pla María Bonafont            |
| XVII    | 2007 | Laredo (Cantabria)                | 1-2 september 2007           | Genildo Da Silva Lluis Badosa                        | Ester Alcón Olga Matveeva           |
| XVIII   | 2008 | Murcia                            | 11-14 september 2008         | Jesús Ruiz Manuel Carrasco                           | Nadia Campisi Clara Lozano          |
| XIX     | 2009 | La Manga (Murcia)                 | 4-6 september 2009           | Adrián Gavira Pablo Herrera                          | Liliana Fernández Elsa Baquerizo    |
| XX      | 2010 | Murcia                            | 3-5 september 2010           | Adrián Gavira Pablo Herrera                          | Liliana Fernández Elsa Baquerizo    |
| XXI     | 2011 | Salou (Tarragona)                 | 10-11 september 2011         | Adrián Gavira Pablo Herrera                          | Liliana Fernández Elsa Baquerizo    |
| XXII    | 2012 | Laredo (Cantabria)                | 7-9 september 2012           | Francisco Tomás César Menéndez                       | Liliana Fernández Elsa Baquerizo    |
| XXIII   | 2013 | Reserva del Higuerón (Fuengirola) | 20-22 september 2013         | Fran Marco Christian García                          | Liliana Fernández Elsa Baquerizo    |
| XXIV    | 2014 | Reserva del Higuerón (Fuengirola) | 29-31 augusti 2014           | Adrián Gavira Pablo Herrera                          | Liliana Fernández Elsa Baquerizo    |
| XXV     | 2015 | Reserva del Higuerón (Fuengirola) | 28-30 augusti 2015           | Fran Marco Christian García                          | Ángela Lobato Paula Soria           |
| XXVI    | 2016 | Reserva del Higuerón (Fuengirola) | 25-28 augusti 2016           | Fran Marco Christian García                          | Ángela Lobato Paula Soria           |
| XXVII   | 2017 | Reserva del Higuerón (Fuengirola) | 31 augusti-3 september 2017  | Adrián Gavira Pablo Herrera                          | Elsa Baquerizo Paula Soria          |
| XXVIII  | 2018 | Reserva del Higuerón (Fuengirola) | 30 augusti-2 september 2018  | Adrián Gavira Pablo Herrera                          | Belén Carro Paula Soria             |
| XXIX    | 2019 | Reserva del Higuerón (Fuengirola) | 29 augusti-1 september 2019  | Adrián Gavira Pablo Herrera                          | Ángela Lobato Amaranta Fernández    |
| XXX     | 2020 | inställd                          | inställd                     | inställd                                             | inställd                            |
| XXX     | 2021 | Reserva del Higuerón (Fuengirola) | 3 september-5 september 2021 | Adrián Gavira Pablo Herrera                          | Belén Carro Paula Soria             |
| XXXI    | 2022 | Reserva del Higuerón (Fuengirola) | 2 september-4 september 2022 | Adrián Gavira Pablo Herrera                          | Belén Carro Ángela Lobato           |